# Gohonzon de Nichiren
 (octobre 2022).
Gohonzon (御本尊) est un mot japonais qui peut se traduire littéralement par « objet de respect fondamental » ou « objet fondamental de vénération » (go est un préfixe honorifique, honzon signifie « objet de vénération »). Dans le bouddhisme de Nichiren, il s'agit de l'objet de culte qui, associé à la récitation de Daimoku, permet à toute personne de faire surgir sa nature de bouddha.
Le Gohonzon est un mandala, terme qui a plusieurs sens. Il signifie « pleinement doté » ou « monceau de bienfaits », mais cela peut être aussi une représentation de la Vie et du Monde. Les mandalas sont des objets de respect ou de vénération qu'on trouve dans plusieurs courants du bouddhisme.
Au sens large, le honzon (au Japon) désigne les images principales de culte des temples, auxquelles on vient faire des offrandes ou adresser des prières. Il peut s'agir de la statue (ou une autre forme de représentation) d'un bouddha, d'un bodhisattva, d'un sage ou d'un maître, soit un mandala support de méditation.

## LeGohonzonde Nichiren

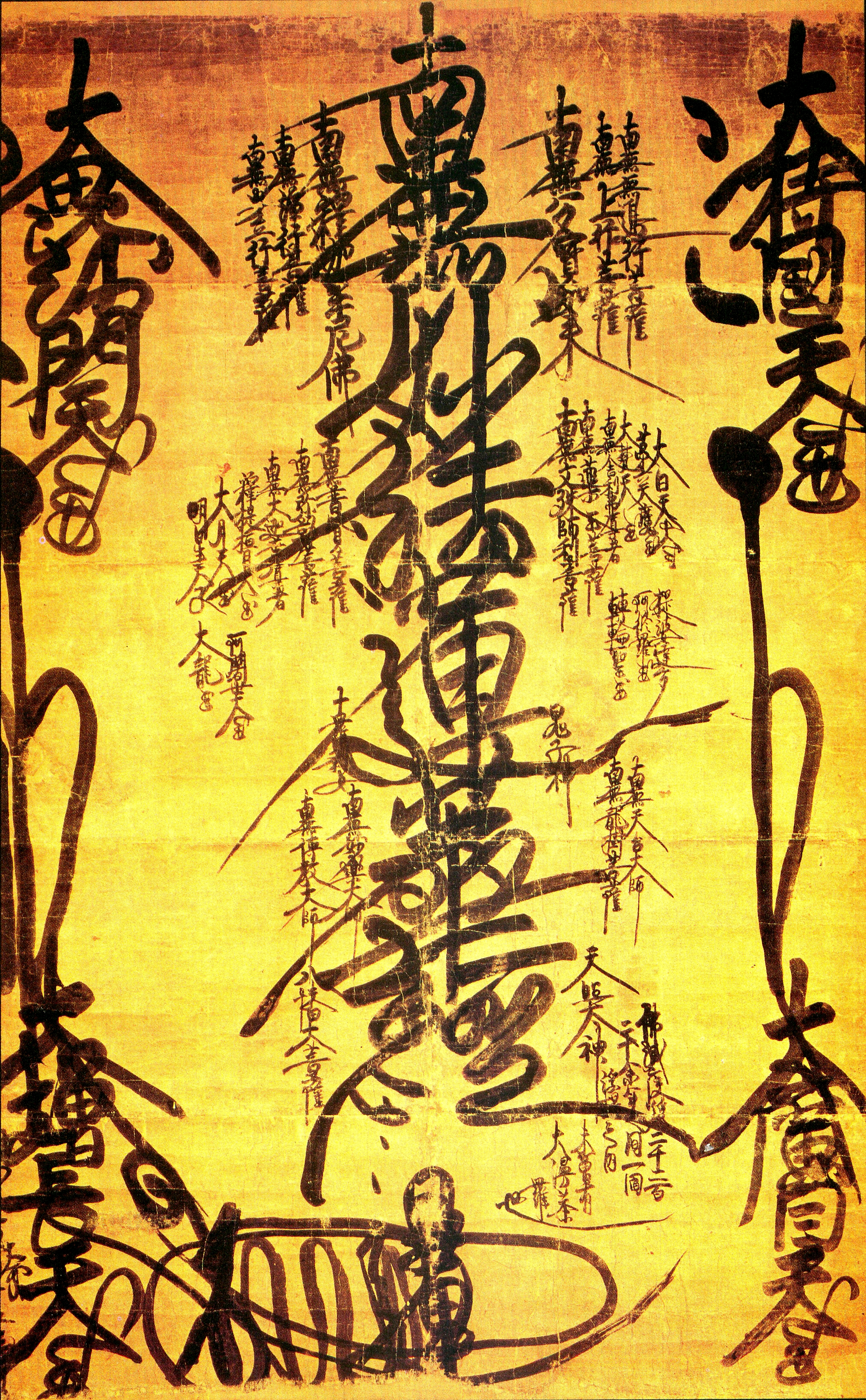
Rinmetsu Doji Gohonzon (« Mandala des Dix Mondes »). Mandala calligraphié par Nichiren représentant « l'assemblée du Sutra du lotus ». Ce mandala particulier, que Nichiren a réalisé en 1280, se serait trouvé à son chevet au moment de sa mort. Actuellement au temple Myôhon-ji, à Kamakura, Japon.

Le Gohonzon est l’objet de vénération du bouddhisme de Nichiren. En japonais, Go signifie « digne d’honneur », et Honzon « objet de culte fondamental ». Nichiren a précisé que la Loi universelle (dharma) qui imprègne la vie et l’univers est le Daimoku. Ce mot, qui signifie « titre » d'une Écriture, en japonais, a été utilisé par Nichiren et les écoles de Nichiren pour désigner le Sûtra du lotus, et par extension la récitation du Nam-myōhō-renge-kyō. Nichiren a matérialisé ce titre sous la forme d’un mandala appelé Gohonzon. Il s'agit d'un parchemin sur lequel sont inscrits des caractères japonais kanji, chinois et sanskrits siddham. Nichiren y décrit l’état de bouddha et les états de vie que possède tout être humain, afin que chacun puisse « observer son esprit et découvrir en soi les dix états »,,. On trouve donc l'inscription Nam-myōhō-renge-kyō entourée des noms de différents bouddhas, bodhisattvas et déités.

### LeHonzonen Asie de l'Est
Chez Nichiren, le terme de Honzon, accompagné du préfixe honorifique Go, désigne le mandala dont il est l'auteur. Sa représentation graphique s’inspire du Sûtra du Lotus, chapitre XI, « La vision de la pagode de matières précieuses » et de la « cérémonie dans les airs » (qui s'étend du chapitre XI au XXII). La structure de ce mandala est à rapprocher d'une part des modèles chinois dans lesquels des stances de sûtras sont inscrites dans le corps d'une représentation géométrique ou d'un dessin (notamment sous forme de pagodes), et d'autre part des mandalas de l'ésotérisme où les divinités sont représentés sous forme de lettres. 
À la différence d'autres écoles qui placent généralement un bouddha ou une divinité au centre de leurs mandalas, Nichiren y insère les cinq caractères de Myōhō-renge-kyō (妙法蓮華経) qu'il désigne comme « la Loi Merveilleuse de cause et d'effet qui régit l'univers et qui est enseignée par tous les bouddhas du passé, du présent et de l’avenir ». Traditionnellement en Asie un maître transmettait à ses disciples une calligraphie représentant une idée, un concept, une réalisation.[réf. nécessaire] Cela permettait au disciple de se connecter individuellement au maître via un support facilement transportable, contrairement à des statues longues à réaliser et en générales placées à un endroit précis.

### Le Honzon dans leSûtra du Lotus
Dans une lettre à l'une de ses disciples, Nichiren écrit que « le Sûtra du Lotus explique le Gohonzon dans les huit chapitres qui vont du chapitre Yujutsu, « Surgir de terre » (XV) au chapitre Zokurui, « Transmission » (XXII) ». Il précise ensuite que « [c]e mandala n'est en rien une invention de Nichiren. C'est l'objet de vénération qui dépeint parfaitement le vénérable Shakyamuni et tous les autres bouddhas dans la Tour aux Trésors, aussi fidèlement que l'estampe correspond à la planche à graver ». Et il poursuit avec une description complète du Gohonzon qu'il conclue ainsi : « Illuminés par les cinq caractères de la Loi merveilleuse, ils révèlent la nature de bouddha qu'ils possèdent de manière inhérente. C'est là l'objet fondamental de vénération ».

### L'objet de culte
Le Gohonzon présenté par Nichiren devint l'élément de référence et de vénération pour l'école qui se forme autour de ses enseignements. Nichiren a commencé à calligraphier ce type de mandala sur l’île de Sado où il est exilé après la persécution de Tsatsunokuchi. Pourtant, bien qu'il n'y ait aucun écrit pour le confirmer, ce ne serait que vers la fin de sa vie, le 12 octobre 1279 — après l'événement d'Atsuhara selon la Nichiren Shoshu — qu'il aurait créé ou fait réaliser « dans sa forme définitive » le « Dai Gohonzon des Trois Grandes Lois cachées (ou ésotériques) dédié à l'humanité tout entière », qui est enchâssé au Temple principal (le Taiseki-ji).
Le Gohonzon de Nichiren est l'objet de culte de l'Enseignement essentiel de ces Trois Grandes Lois « sacrées et révélées » dans le Sûtra du Lotus. L'enseignement essentiel désigne la Grande Loi de Myōhō-renge-kyō sous-entendue dans les chapitres Hōben, « Moyens Opportuns » (le 2e) et Nyorai Juryō, « La Durée de la vie de l'Ainsi-Venu » (le 16e) du Sûtra du Lotus. Inscrits dans l'esprit de ce sûtra, la pratique et l´enseignement de Nichiren se fondent sur les Trois Grandes Lois sacrées et révélées : 1) la récitation avec foi de Nam-myoho-renge-kyo, à la fois le Daimoku (titre) du Sûtra du Lotus et le nom de la Loi correcte à l'époque de la Fin de la Loi qui a été transmise par Shakyamuni (Honmon no Daimoku); 2) le Gohonzon en tant qu'objet de culte qui concrétise la Loi (Honmon no honzon) et 3) le lieu où il est enchâssé (Honmon no Kaidan) et où on récite le daimoku  — Nam Myoho Rengue Kyo. Dans la tradition bouddhiste des « trois sortes d’étude », il correspond aux Préceptes.
Il est préconisé aux fidèles de pratiquer devant le Gohonzon enchâssé dans leur domicile, en début et en fin de journée (pendant un temps laissé à l'appréciation du fidèle): on lit d'abord des extraits des chapitres II (la partie en prose) et XVI (la partie versifiée) du Sûtra du Lotus, dans la traduction de Kumarajiva, puis on récite le mantra, à savoir le Daimoku (Nam-myōhō-renge-kyō). Si la présence du Gohonzon chez soi semble donc importante pour accomplir du rite, les bienfaits de cette pratique (associée à un minimum d'étude) se manifestent souvent sans attendre que l'on ait reçu le Gohonzon (qui est offert aux pratiquants qui le demandent).
Tout ce qui constitue l'environnement d'une personne (son entourage, son cadre de vie, le temps qu'il fait... une influence sur elle : à travers ces stimuli externes, son état de vie intérieur change. Par exemple, la contemplation d’un tableau peut-elle produire calme ou agitation, ravissement ou dégoût; une lettre amène joie ou tristesse, etc. De la même manière, un stimulus externe est nécessaire pour faire surgir notre potentiel le plus élevé, notre état de bouddha.
Parce qu’il s’est totalement éveillé à la Loi de la vie, Nichiren a pu créer ce stimulus, le Gohonzon, qui permet d’activer l’état de bouddha qui est en nous, de développer l'éveil spirituel à l'ère de la Fin de la Loi (mappō) — que l'on estimait avoir commencé en 1502 — annoncée par le bouddha Shākyamuni. Ainsi, avec mappō débuterait « la dernière des cinq périodes de cinq cents ans qui suivra l’extinction de l’Ainsi-venu », u cours de laquelle doit commencer la réalisation de Kōsen-rufu : « Dans les cinq cents dernières années après la Disparition de l'Ainsi-Venu, tu divulgueras largement [ce chapitre] dans le continent de Jambu sans permettre qu'il s'interrompe. » Dans la pratique du bouddhisme de Nichiren, l’élément clé pour faire surgir la bouddhéité (l'éveil spirituel) est la force de la foi qui, alliée à la force de la pratique, révèle en chacune et chacun la force de la Loi et la force du Bouddha.
Finalement, le Gohonzon est essentiel car, selon ce qu'écrit Nichiren écrit, « Tous les bouddhas, bodhisattvas et grands sages, ainsi que les huit catégories d'êtres sensibles des deux mondes cités dans le premier chapitre du Sūtra du Lotus, tous sans exception résident dans ce Gohonzon. Illuminés par les cinq caractères de la Loi merveilleuse, ils révèlent la nature de bouddha qu'ils possèdent de manière inhérente. C'est là l'objet fondamental de vénération, le véritable aspect du Gohonzon. »

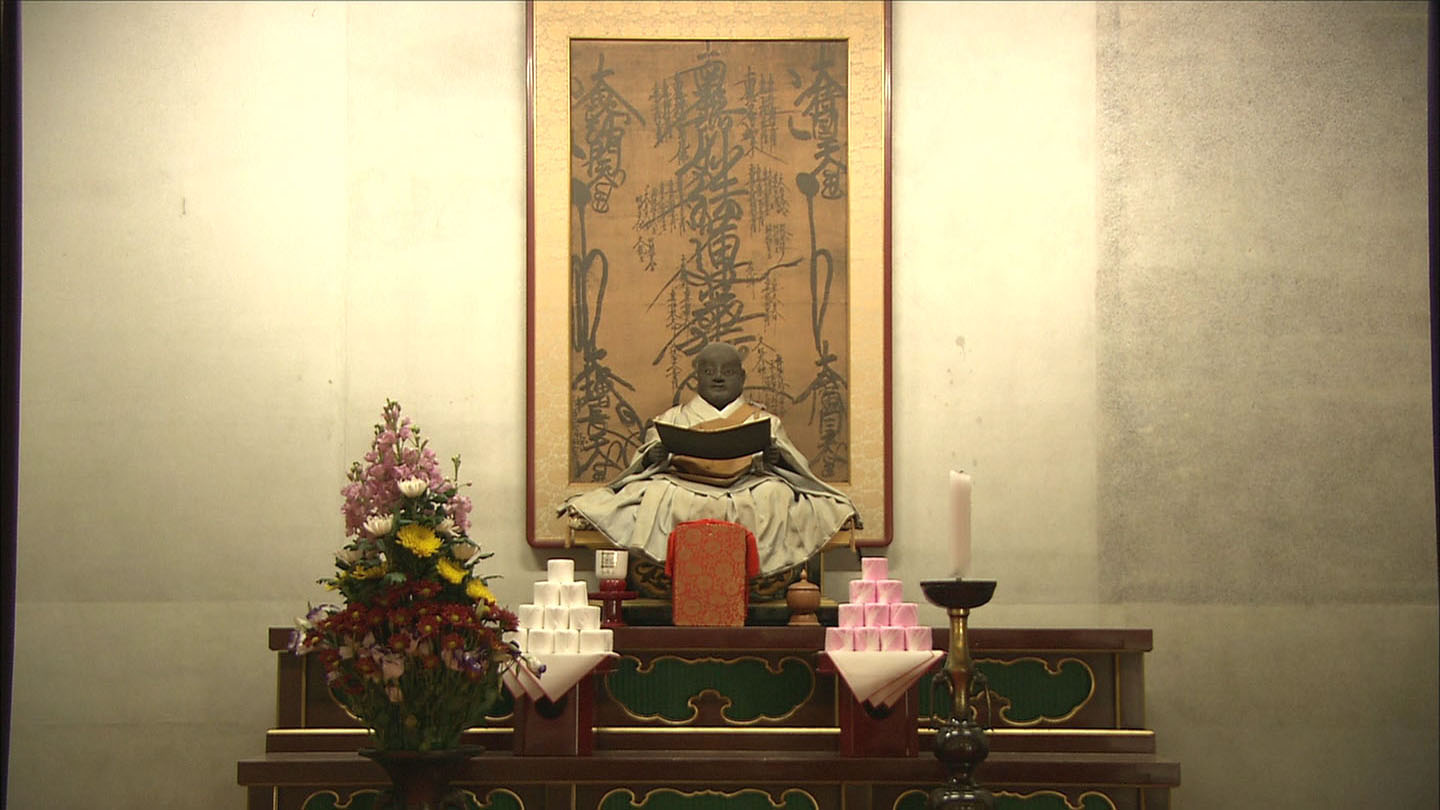
Gohonzon dans l'auditorium de l'université Minobusan (Japon).

## L'objet
Le Gohonzon est traditionnellement transcrit à la main, ou imprimé mécaniquement sur papier marouflé. Son support est en principe décoré de motifs propres à l'école auquel il appartient. Il est garni d'un support de fixation et d'un contrepoids qui assure une meilleure tenue une fois qu'il est déroulé. Toujours suivant la tradition japonaise, le Gohonzon est déroulé, ou enchâssé dans un autel, au domicile du fidèle.
Sur le papier sont inscrits suivant un diagramme relativement constant, les noms japonais de personnages tirés du Sûtra du Lotus, et de figures légendaires de la mythologie japonaise ainsi que de la cosmogonie indienne. On y lit également des citations de Nichiren, et aussi des mentions de respect de la part des copistes. Presque toutes ces inscriptions sont calligraphiées en caractères kanji empruntés au chinois, mais d'autres sont en siddham. L'ordonnancement des figures est construit autour de l'axe central vertical constitué par Namu-myōhō-renge-kyō suivi du nom Nichiren pour symboliser l'unité de la personne et de la Loi, l'aspect indissociable du Bouddha et du Dharma.
Il existe à ce jour une variété considérable de Gohonzon, selon les écoles, les patriarches et d'autres plus rares spécifiquement destinés à des familles historiques.

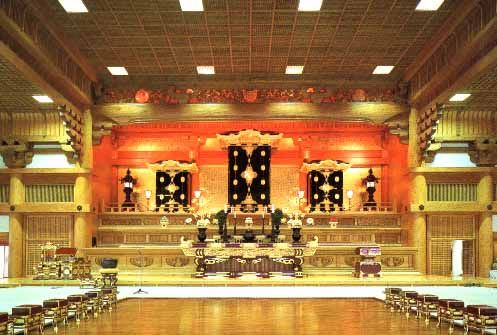
L'autel Ogazawari dans le Grand Hall de Réception (Dai Kyakuden) du Taiseki-ji, où le Gohonzon de est enchâssé.

## Origine
Sur le modèle du mandala shingon de la matrice, il existe dans le bouddhisme Tendai un Hokke mandala qui présente, en lieu et place de Vairocana, un stupa au sein duquel sont dessinés les deux Bouddhas représentant le monde phénoménal Sakyamuni et l'absolu Prabhutaratna. Un rite ésotérique autour de ce mandala, le « Hokkehô » implique la visualisation de diverses divinités du tantrisme japonais, comme Fudo myoo, Aizen-Myoo, Dainichi-Nyorai, les rois des quatre orients, Indra, Brahmâ et d'autres êtres qui apparaissent sur des mandalas (Gohonzon) de Nichiren.
Traditionnellement les mandalas sont représentés sous forme de peintures des divinités ou celles de leurs syllabes germe sanskrites ou idéogrammes. Si son esthétique est différente du Hokke mandara, la structure du gohonzon propre l'école de Nichiren s'en inspire largement. Le bouddhisme de Kamakura et sa critique des institutions établies ont été propices à la création de ces nouvelles formes de mandalas, objets plus aisément transmissibles aux fidèles et moins onéreuses que des statues. On trouve une approche similaire chez des moines comme Myōe ou Shinran, contemporains de Nichiren.